# Papilio alcmenor
Redbreast (Papilio alcmenor) là một loài bướm ngày thuộc họ Bướm phượng được tìm thấy ở Nam Á.
Chúng phân bố ở Đông bắc Ấn Độ, Nepal, Bhutan, Myanmar và Trung Quốc.

## Hiện trạng
Phổ biến, không bị đe dọa.

## Thư viện ảnh

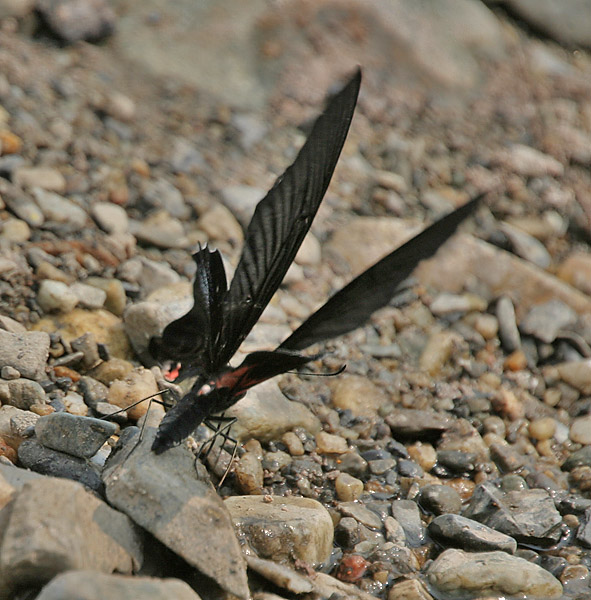
Male at Jayanti in Buxa Tiger Reserve in Jalpaiguri district of West Bengal, India.
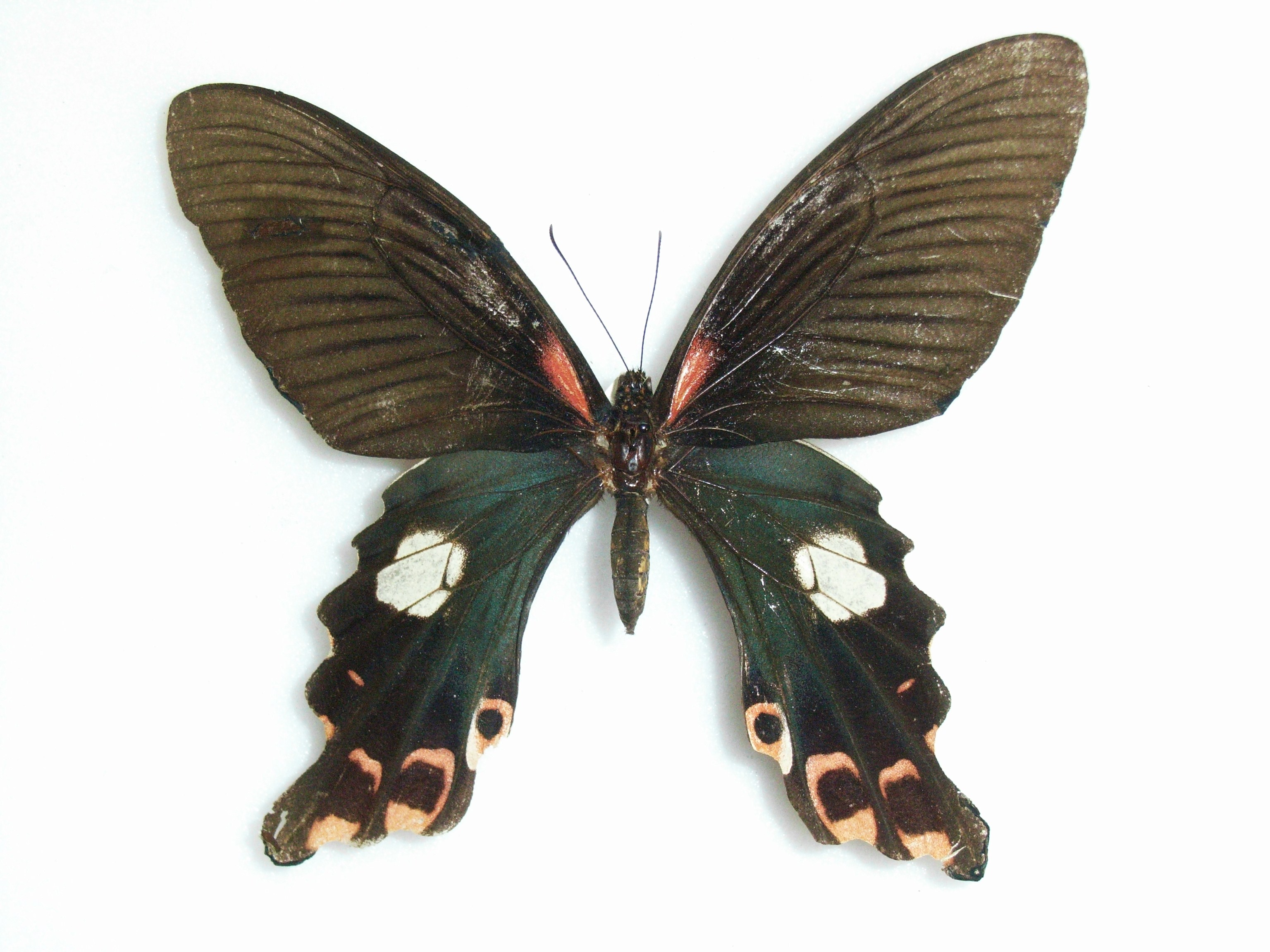
Mounted Female
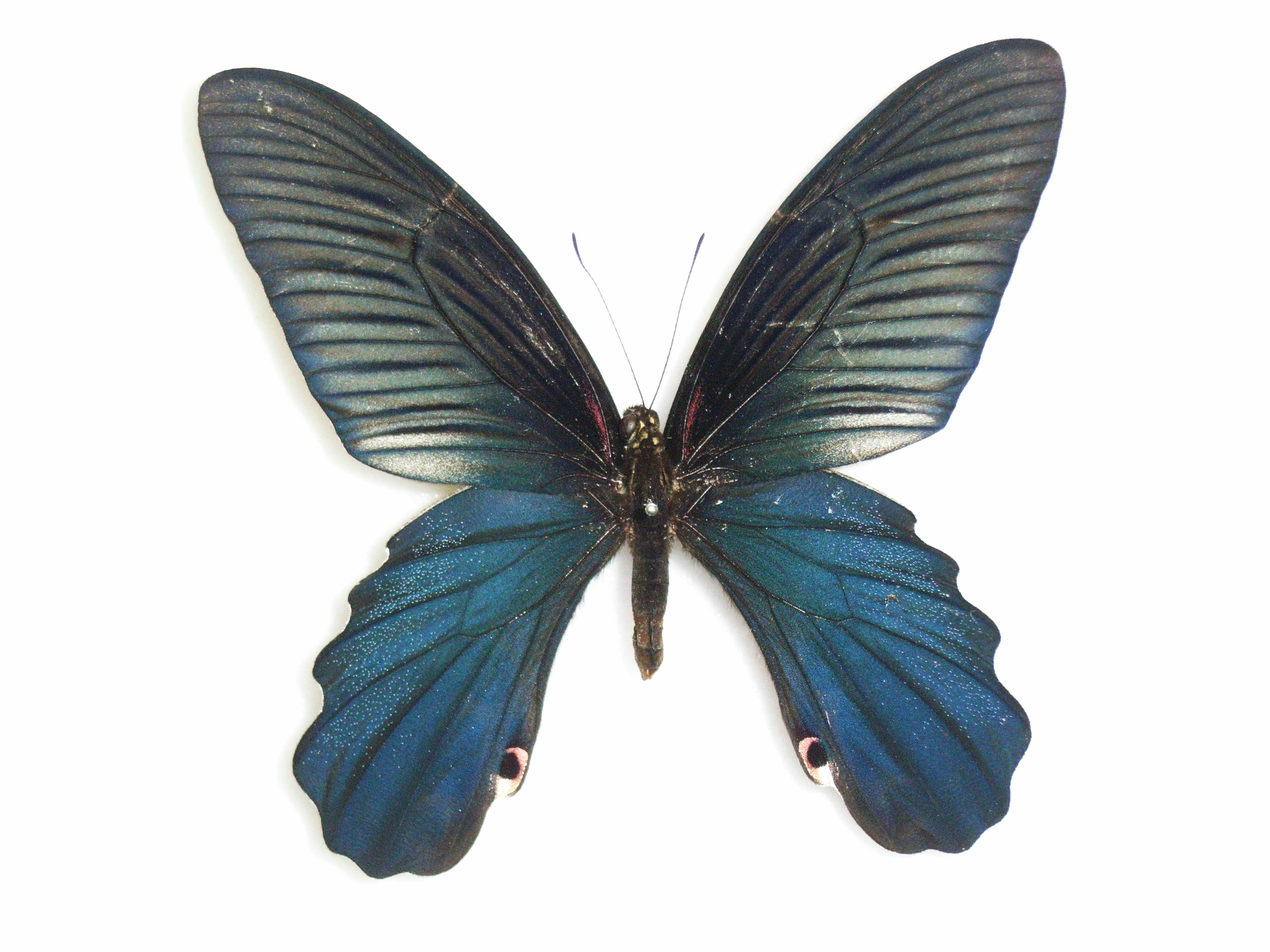
Mounted Male

- Tư liệu liên quan tới Papilio alcmenor tại Wikimedia Commons